# 古拉盖人
古拉盖人（Gurage people）是埃塞俄比亞的哈比沙族群，根據2007國家統計人口為1,867,377，佔南方各族州和埃塞俄比亞總人口分別7.52%和2.53%。
古拉盖人居住在埃塞俄比亞亞的斯亞貝巴西南約150英哩的半肥沃的半山區，聚居地北至阿瓦什河、東至茲懷湖、南南至吉貝河。
德雷达瓦行政委员会管辖范围的主要族群为：奥罗莫人（48%），阿姆哈拉人（27.7%），索马里人 （13.9%），古拉盖人（4.5%；其中2.3%为Sebat Bet，0.8%为Sodo，剩下1.4%为Silt'e），还有5.9%为其他。